# Zodion
Zodion är ett släkte av tvåvingar. Zodion ingår i familjen stekelflugor.

## Dottertaxa tillZodion, i alfabetisk ordning[1][2]
- Zodion abitus
- Zodion affine
- Zodion americanum
- Zodion anale
- Zodion andersoni
- Zodion asiaticum
- Zodion aureopygium
- Zodion auricaudatum
- Zodion bellum
- Zodion bifasciatum
- Zodion brevistriatum
- Zodion caesium
- Zodion californicum
- Zodion canescens
- Zodion chvalai
- Zodion cinereiventre
- Zodion cinereum
- Zodion cyanescens
- Zodion dibaphum
- Zodion discale
- Zodion erythrurum
- Zodion flavocaudatum
- Zodion flavostriatum
- Zodion fulvifrons
- Zodion griseatum
- Zodion griseum
- Zodion intermedium
- Zodion longirostre
- Zodion maculiventre
- Zodion malayensis
- Zodion marstoni
- Zodion mexicana
- Zodion montanum
- Zodion nigricorne
- Zodion nigrifrons
- Zodion obliquefasciatum
- Zodion painteri
- Zodion palpalis
- Zodion pamirense
- Zodion parva
- Zodion pearsoni
- Zodion perbellum
- Zodion perlongum
- Zodion pictulum
- Zodion pictum
- Zodion pilosum
- Zodion punctipenne
- Zodion rossi
- Zodion rufipes
- Zodion sardeum
- Zodion simis
- Zodion teutoniense
- Zodion triangulare
- Zodion triste
- Zodion vsevolodi
- Zodion zebrinum